# Бриттолі
Бриттолі (італ. Brittoli) — муніципалітет в Італії, у регіоні Абруццо,  провінція Пескара.
Бриттолі розташоване на відстані близько 125 км на схід від Рима, 40 км на схід від Л'Аквіли, 33 км на південний захід від Пескари.
Населення — 302 особи (2014).

## Демографія
Населення за роками:

Станом на 1 січня 2023 року в муніципалітеті офіційно проживало 9 іноземців з 4 країн, серед них 6 громадян країн Євросоюзу та 2 громадяни України.

## Сусідні муніципалітети
- Капестрано
- Карпінето-делла-Нора
- Чивітакуана
- Корвара
- П'єтраніко
- Віколі
- Вілла-Санта-Лучія-дельї-Абруцці